# Jean-Loup Chrétien
Jean-Loup Jacques Marie Chrétien (La Rochelle, 20 augustus 1938) is een Frans voormalig ruimtevaarder. Hij was de eerste Fransman in de ruimte. 
Chrétien’s eerste ruimtevlucht was Sojoez T-6 met een Sojoez draagraket en vond plaats op 24 juni 1982. Hij was de eerste West-Europese kosmonaut aan boord van een Sojoez. Tijdens de missie werd er gevlogen naar het Saljoet 7 ruimtestation. In totaal heeft Chrétien drie ruimtevluchten op zijn naam staan. Tijdens zijn missies maakte hij één ruimtewandeling. In 2001 verliet hij de Franse ruimtevaartorganisatie CNES en ging hij als astronaut met pensioen.